# Rezerwat przyrody Świdwie
Rezerwat przyrody Świdwie – unikatowy w skali europejskiej rezerwat ptactwa wodnego i błotnego. Leży na północnym zachodzie województwa zachodniopomorskiego w powiecie polickim, na południowym krańcu Puszczy Wkrzańskiej; obejmuje obszar 904,04 ha jeziora Świdwie i podmokłe tereny wokół niego (bagniska, torfowiska niskie i trzcinowiska).

## Fauna
Ochroną objęto tutaj żurawie, wilgi, błotniaki – stawowy i łąkowy, strumieniówki, derkacze, gęsi – zbożowa, gęgawa i białoczelna, bataliony, chruściele i wiele innych. Łącznie w okresie lęgowym przebywa tu ponad 160 gatunków ptaków. Na obszarze rezerwatu znajduje się również terytorium łowieckie bielika. Ponadto Świdwie jest ważnym żerowiskiem i miejscem odpoczynku dziesiątek tysięcy ptaków na trasie ich wędrówek pomiędzy północną Skandynawią a basenem Morza Śródziemnego.

## Flora
Większą część jeziora zarastają trzcinowiska, w pozostałej części występują: grążel żółty, żabiściek pływający, osoka aloesowata i rzadki grzybieńczyk wodny.

## Turystyka
Corocznie rezerwat odwiedza ponad 20 tys. osób, głównie z kraju, choć jest również popularny wśród Niemców i Skandynawów.

### Szlaki turystyczne
Rezerwat jest węzłem szlaków turystycznych. Spotykają się tutaj:
- rowerowy  Szlak „Puszcza Wkrzańska”
- rowerowy  Szlak Parków i Pomników Przyrody
- pieszy  Szlak Puszczy Wkrzańskiej im. Stefana „Taty” Kaczmarka

## Konwencja ramsarska
Od 3 stycznia 1984 rezerwat znajduje się na liście konwencji ramsarskiej.
Obszar rezerwatu figuruje na liście (OSO – Obszarów Specjalnej Ochrony) w programie Natura 2000 pod numerem PLB320006, jako ostoja o powierzchni 7196,241 ha. Na północy graniczy z innym OSO – Zalewem Szczecińskim (PLB320009).

## Miejscowości w okolicy rezerwatu
- Węgornik
- Zalesie (siedziba Nadleśnictwa Trzebież)
- Tanowo (dojazd autobusem komunikacji miejskiej ze Szczecina lub z Polic)
- Łęgi – ul. Na Świdwie
- Stolec